# Rascló de l'Equador
Rallus aequatorialis és una espècie d'ocell de la família dels ràl·lids (Rallidae) que habita els aiguamolls del sud-oest de Colòmbia, Equador i zona costanera del Perú. Conegut en diverses llengües com "rascló de l'Equador" (Francès: Râle d'Équateur. Anglès: Ecuadorean Rail).

## Taxonomia
Considerat un grup subespecífic del rascló de Virgínia (Rallus limicola), avui és considerat una espècie de ple dret arran Ridgely et al. 2001.